# I. e. 54
Évszázadok: i. e. 2. század – i. e. 1. század – 1. század
Évtizedek: i. e. 100-as évek – i. e. 90-es évek – i. e. 80-as évek – i. e. 70-es évek – i. e. 60-as évek – i. e. 50-es évek – i. e. 40-es évek – i. e. 30-as évek – i. e. 20-as évek – i. e. 10-es évek – i. e. 1-es évek
Évek: i. e. 59 – i. e. 58 – i. e. 57 – i. e. 56 –  i. e. 55 – i. e. 54 – i. e. 53 – i. e. 52 – i. e. 51 – i. e. 50 – i. e. 49

## Események

### Róma
- Appius Claudius Pulchert és Lucius Domitius Ahenobarbust választják consulnak.
- Crassus provinciájába, Syriába távozik, Caesar még mindig Galliában hadakozik, így a triumvirátusból csak Pompeius marad Rómában (két hispaniai provinciájába csak legatusait küldi) és hatalma megerősödik.
- A gall háborúban Caesar ismét Britannia meghódításával próbálkozik. Ezúttal jobban felkészül, a tél során hajókat építtet és öt légiót, valamint kétezer lovast visz magával. Ellenállás nélkül átkel a szigetre. A britonok kerülik a nyílt összecsapást, gerillataktikával próbálják kifárasztani a rómaiakat. Caesar ostrom alá veszi Cassivellaunus, a catuvellauni törzs királyának várát és ő hiába kér segítséget a szomszédaitól, a rómaiak visszaverik a felmentésre irányuló próbálkozásokat. Cassivellaunus és számos más törzsfő megadja magát és adófizetési kötelezettséget vállal (bár ahogy Cicero megjegyezte, a britonok igen szegények voltak, ezüstjük nem volt, legfeljebb rabszolgákkal adózhattak, de azoktól sem lehetett elvárni, hogy ismerjék az irodalmat vagy a zenét). Szeptemberben Caesar visszatér Galliába.
- Galliában igen rossz a termés, de a rómaiak ugyanúgy elvárják, hogy a gallok ellássák a megszálló légiókat. Az Ambiorix által vezetett eburones törzs fellázad és körbeveszik Quintus Titurius Sabinus és Lucius Aurunculeius Cotta légiójának táborát. Elhitetik velük, hogy egész Gallia fellázadt és szabad elvonulást ígérnek nekik, de az útnak induló rómaiakra meglepetésszerűen lecsapnak és lemészárolják őket. A győzelem hírére a felkelés futótűzszerűen terjed.
- A nerviusok és az atuatucusok ostrom alá veszik Quintus Tullius Cicero (a híres szónok fivére) légiójának táborát, de azok két héten át makacsul védekeznek. Végül Caesarnak sikerül odaérnie és szétkergeti az ostromlókat, de Cicero embereinek 90%-a odavész.
- A carnutes törzs is fellázad és meggyilkolják a Caesar által hatalomra segített királyukat, Tasgetiust.
- Crassus vetélytársaihoz hasonló katonai babérokra vágyik, ezért a pártusok ellen indít hadjáratot. Syriába megérkezve átkel az Eufráteszen és meghódít néhány mezopotámiai várost, majd visszatér provinciájába, hogy átteleljen.
- Syria korábbi helytartóját, Aulus Gabiniust megvádolják és a bíróság vesztegetés vétségében (10 ezer talentumot fogadott el XII. Ptolemaiosz egyiptomi fáraótól) bűnösnek találja. Vagyonát elkobozzák, ő maga száműzetésbe vonul.
- Szülés közben meghal Iulia, Caesar lánya és Pompeius felesége. A két triumvir szövetsége meglazul.

### Pártus Birodalom
- IV. Mithridatész volt pártus király elfoglalja Szeleukeiát. Öccse, II. Oródész hadvezére, Szuréna ostrom alá veszi a városban és elfogja; ezt követően Oródész kivégezteti Mithridatészt.

## Születések
- Lucius Annaeus Seneca Maior (idősebb Seneca), római író és szónok
- Albius Tibullus, római költő

## Halálozások
- Catullus, római költő
- Aurelia Cotta, Caesar anyja
- Iulia, Caesar lánya
- IV. Mithridatész, pártus király

## Fordítás
- Ez a szócikk részben vagy egészben  a(z)   54 av. J.-C. című francia Wikipédia-szócikk ezen változatának fordításán alapul.  Az eredeti cikk szerkesztőit annak laptörténete sorolja fel. Ez a jelzés csupán a megfogalmazás eredetét és a szerzői jogokat jelzi, nem szolgál a cikkben szereplő információk forrásmegjelöléseként.